# Йоран Флодстрем
Йоран Флодстрем (27 січня 1953 , Стокгольм ) — шведський фехтувальник на шпагах, олімпійський чемпіон 1976 року, чемпіон світу.

## Виступи на Олімпіадах
| Олімпіада     | Дисципліна          | Місце |
| ------------- | ------------------- | ----- |
| Монреаль 1976 | індивідуальна шпага | 7     |
| Монреаль 1976 | командна шпага      | 1     |